# Resolutie 2420 Veiligheidsraad Verenigde Naties
Resolutie 2420 van de Veiligheidsraad van de Verenigde Naties werd unaniem aangenomen op 11 juni 2018, en verlengde de toestemming die landen hadden om schepen die ervan verdacht werden het wapenembargo tegen Libië te schenden te inspecteren met een jaar.

## Achtergrond
Na de val van het regime van kolonel Qadhafi in 2011 werd een nieuw Algemeen Nationaal Congres verkozen om het land te besturen. De oppositie tegen het door islamisten gedomineerde congres was echter groot. Toen het congres begin 2014 zijn eigen legislatuur verlengde, begon een legergeneraal een militaire campagne. Daarop volgden alsnog verkiezingen en kwam de Raad van Volksvertegenwoordigers aan de macht. De islamisten hadden bij die verkiezingen een zware nederlaag geleden, en bleven vasthouden aan het congres. Milities gelieerd aan beide kampen, islamisten en Islamitische Staat bevochten elkaar, en zo ontstond opnieuw een burgeroorlog. Eind 2015 werd een politiek akkoord gesloten waarbij een tijdelijke regering van Nationaal Akkoord werd gevormd. In de jaren die volgden werd weinig vooruitgang geboekt, en de Libische overheid bleef zwak.
In 2011 was met resolutie 1970 een wapenembargo opgelegd tegen Libië. Vanwege de vele schendingen hiervan, stond de Veiligheidsraad in 2016 middels resolutie 2292 toe schepen van of naar Libië op zee te inspecteren als gedacht werd dat ze wapens aan boord hadden. De Europese Operatie Sophia was de enige die onder deze autorisatie opereerde. Tussen juni 2016 en juni 2017 waren drie schepen geïnspecteerd, waarbij twee verboden ladingen in beslag waren genomen. Sindsdien was geen wapensmokkel meer vastgesteld.
Op 3 juni werd een bijeenkomst gehouden waar de activiteiten van Operatie Sophia uiteen werden gezet. Daar werd het verder verlengen van de toestemming nodig geacht omdat de situatie niet was veranderd. De Europese Unie werkte samen met Libië aan de opleiding van de Libische kustwacht. Tegen het einde van 2018 zouden zo'n 500 manschappen opgeleid zijn.

## Inhoud
In 2017 was de toestemming om schepen te inspecteren en gevonden wapens en munitie in beslag te nemen middels resolutie 2357 verlengd geweest. Dat gebeurde nu opnieuw met een periode van twaalf maanden.
Lijst ·  2398 ·  2399 ·  2400 ·  2401 ·  2402 ·  2403 ·  2404 ·  2405 ·  2406 ·  2407 ·  2408 ·  2409 ·  2410 ·  2411 ·  2412 ·  2413 ·  2414 ·  2415 ·  2416 ·  2417 ·  2418 ·  2419 ·  2420 ·  2421 ·  2422 ·  2423 ·  2424 ·  2425 ·  2426 ·  2427 ·  2428 ·  2429 ·  2430 ·  2431 ·  2432 ·  2433 ·  2434 ·  2435 ·  2436 ·  2437 ·  2438 ·  2439 ·  2440 ·  2441 ·  2442 ·  2443 ·  2444 ·  2445 ·  2446 ·  2447 ·  2448 ·  2449 ·  2450 ·  2451